# Diego de Xáraba y Bruna
Diego de Xáraba y Bruna (Daroca, h. 1652 - Madrid, h. 1716) fue un organista y compositor barroco español.

## Biografía
Proveniente de familia de músicos, Diego de Xáraba y Bruna, al igual que su hermano Francisco, fue hijo de la hermana y discípulo de Pablo Bruna, el famoso organista de la colegiata de Daroca. Ninguno de los dos hermanos cumplió los deseos de su tío de sucederle en su puesto en Daroca a su muerte, aunque finalmente Bruna dejaría a Diego en herencia «el manacordio, el mejor que yo tengo y que está en mi cuarto».
Diego se trasladó hacia 1669 a Zaragoza, donde pasará a formar parte de la capilla de don Juan José de Austria, gobernador general de Aragón, que seguramente lo conocía de sus frecuentes estancias en Daroca. También fue organista del Pilar de 1674 a 1677, tras la muerte del ocupante anterior, José Muniesa. Durante su estancia en Zaragoza, firmó en 1674 la aprobación del tratado Instrucción de Música sobre la Guitarra Española de Gaspar Sanz.
En una visita a Zaragoza para jurar los fueros, Carlos II, que probablemente había escuchado tocar a Diego en casa de su hermano don Juan José de Austria, nombra a Diego Xáraba organista primero de la Capilla Real. El compositor abandona Zaragoza hacia Madrid el 11 de junio de 1677. A la muerte de su tío, Pablo Bruna, en 1679, Diego Xáraba naturalmente no tomó el puesto de organista en Daroca para el que estaba previsto. En Madrid impartió clases de clavicordio a diversas reinas. También firmó la aprobación de Fragmentos Músicos de Pablo Nasarre en 1700 y de Reglas generales de acompañar en órgano, clavicordio y harpa de José de Torres en 1702.

## Obra
Se conservan pocas obras suyas (una de ellas en la catedral de Jaca):
- Tiento accidental por Alamire.
- Idea vuena por Alamire-Fuga.
- Obra de lleno, tono 3.º.
- tonada sola humana para Dª Ana meseguer religiosa de santa Ysabel de don diego Jarava. Conservada en CMar (Fons musical de l'Església parroquial de Sant Pere i Sant Pau de Canet de Mar).
- Lamentación procedente de la Iglesia Colegial de Daroca.